# 裂唇线柱兰
裂唇线柱兰（学名：[Zeuxine nemorosa] 错误：{{Lang}}：文本有斜体标记（帮助））为兰科线柱兰属下的一个种。主要分佈於中華民國台湾海拔800-1000米的山坡林以及苔藓丛中。 該物種植株高11-12厘米。

## 扩展阅读
- 維基物種上的相關：裂唇线柱兰